# Русско-польская война (1654—1667)
Русско-польская война 1654—1667 (Тринадцатилетняя война; в современной польской историографии по аналогии со Шведским потопом также Русский потоп) — военный конфликт между Россией и Речью Посполитой за возвращение утерянных Россией в Смутное время территорий, а также за контроль над западнорусскими землями (ныне территории Беларуси и Украины), утраченными Рюриковичами в XIV—XV веках. Началась в 1654 году после решения Земского собора от 1 (11) октября 1653 года о принятии в российское подданство Войска Запорожского «з городами их и з землями», после неоднократных просьб гетмана Богдана Хмельницкого.
Успешный для России первый этап войны, в ходе которого царские и гетманские войска продвинулись далеко на запад, почти осуществил давнюю задачу русских властей — объединение всех восточнославянских земель вокруг Москвы и восстановление Древнерусского государства в его прежних границах.
Вторжение Швеции в Речь Посполитую и шведско-литовская уния привели к заключению Россией временного Виленского перемирия с Речью Посполитой и началу русско-шведской войны 1656—1658 годов. После смерти Хмельницкого в 1657 году часть казацкой старшины в обмен на обещания привилегий перешла на сторону Речи Посполитой, из-за чего Гетманщина раскололась и погрузилась в гражданскую войну (вошедшую в историю под названием Руина), повлекшую также возобновление боевых действий между русской и польско-литовской армиями. Успешное польско-литовское контрнаступление 1660—1661 годов захлебнулось в 1663 году в походе на Левобережную Украину. Война закончилась в 1667 году подписанием ослабленными сторонами Андрусовского перемирия, которое юридически закрепило сложившийся в ходе Руины раскол Гетманщины по Днепру. Наряду с Левобережной Украиной и Киевом за Россией официально закреплялись Смоленщина и ряд других земель, утраченных ей по Деулинскому перемирию 1618 года.

## Предыстория
Ещё с XV века русские правители стремились объединить под своим контролем все земли, которые ранее входили в состав Древнерусского государства. Стремясь к достижению этой цели, они затрагивали интересы Великого княжества Литовского. После объединения ВКЛ и Королевства Польского в Речь Посполитую изменился баланс сил в регионе, это привело к поражению России сначала в Ливонской войне, затем в русско-польской войне 1609—1618 годов, а после в Смоленской войне. Русский царь Алексей Михайлович готовился к реваншу.
Проживающее в Речи Посполитой, образованной в 1569 году федерации Королевства Польского и Великого княжества Литовского, русское православное население подвергалось этнической и религиозной дискриминации со стороны польской и ополяченной шляхты. Протест против притеснений выливался в периодически возникающие восстания, одно из которых произошло в 1648 году под руководством Богдана Хмельницкого. Восставшие, состоявшие преимущественно из казаков, а также мещан и крестьян при поддержке отрядов татар из Крымского ханства, одержали ряд серьёзных побед над польским войском и заключили с Варшавой Зборовский мирный договор, предоставивший казакам широкую автономию в рамках Киевского, Брацлавского и Черниговского воеводств.
Вскоре, однако, война возобновилась, на этот раз неудачно для повстанцев, которые потерпели в июне 1651 года поражение под Берестечком из-за предательства татар Ислам III Гирея и внутренних разногласий. В 1653 году Хмельницкий в попытках найти союзников взамен ненадёжных татар обратился к России с просьбой о помощи в войне с Речью Посполитой. Послы гетмана говорили в Москве весной 1653 года: «только б де царское величество изволил их принять вскоре и послал своих ратных людей, и он гетман, тотчас пошлет свои листы в Оршу, в Могилев и в иные городы, к белоруским людям, которые живут за Литвою, что царское величество изволил их принять и ратных людей своих послал. И те де белоруские люди учнут с ляхи битца; а будет де их 200 000».
1 (11) октября 1653 года царский Земский собор принял решение удовлетворить просьбу Хмельницкого и объявил войну Речи Посполитой.

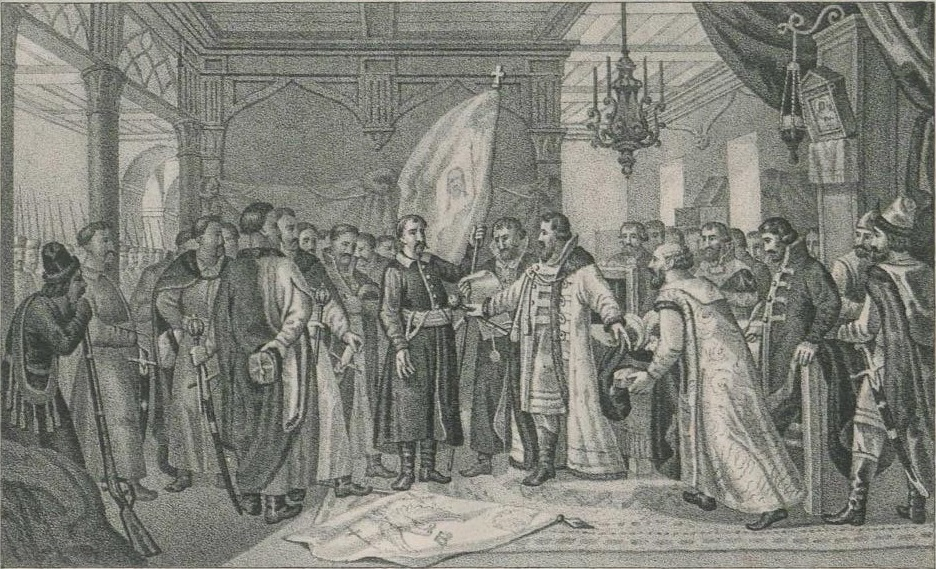
Присяга Хмельницкого на верность России

В январе 1654 года в Переяславе состоялась Рада, на которой казаки и мещане единодушно высказались за единство с Россией и переход под «высокую руку» царя. Хмельницкий перед лицом русского посольства принёс присягу на верность царю Алексею Михайловичу.
Часть мещан Переяслава, Киева и Чернобыля были насильно принуждены к присяге казаками. Состоялись выступления против присяги в отдельных поселениях Брацлавского, Уманского, Полтавского и Кропивнянского полков. Неизвестно, присягала ли Запорожская Сечь. Отказалось присягать высшее православное духовенство в Киеве.
В марте-апреле 1654 года польские войска заняли Любар, Чуднов, Костельню и прошли «изгоном» до Умани. Было сожжено 20 городов, много людей убито и захвачено в плен. Казаки пытались напасть на польское войско, но поляки ушли к Каменцу. Для подмоги к Хмельницкому отправлялся Василий Шереметев. Царь Алексей Михайлович писал гетману: «И буде польские и литовские люди на наше царского величества черкаские городы войною наступать учнут, и тебе б, Богдану Хмельницкому, гетману войска Запорожского, над польскими и литовскими людьми промышлять, сколько милосердный Бог помочи подаст, а на посилок вам против тех неприятелей наших царского величества боярин и воевода и наместник белозерский Василий Борисович Шереметев с товарищи готовы».
18 (28) мая 1654 года из Москвы выступил Государев полк под командованием царя Алексея Михайловича. В Москве состоялся торжественный парад войск. Через кремль парадом прошла армия и артиллерийский наряд. Специально для этого события «Хмельницкий прислал Польское знамя с несколькими парами барабанов и тремя поляками, которых недавно захватил при разъездах».
При выступлении в поход войскам был отдан строгий приказ царя, чтобы «белорусцев Православной христианской веры, которые биться не учнут», в полон не брать и не разорять.
Начиная войну с Польско-Литовским государством, Россия поставила своей целью разрешить давно стоявшую перед ней задачу — объединение всех русских земель вокруг Москвы и восстановление Древнерусского государства в его прежних границах.

## Ход войны
Боевые действия начались в июне 1654 года. Польско-русскую войну делят на ряд кампаний:
1. Кампания 1654 года.
2. Кампания 1655 года.
3. Кампания 1656—1658 годов.
4. Кампания 1658—1659 годов.
5. Кампания 1660 годов.
6. Кампания 1661—1662 годов.
7. Кампания 1663—1664 годов.
8. Кампания 1665—1666 годов.

### Кампания 1654 года

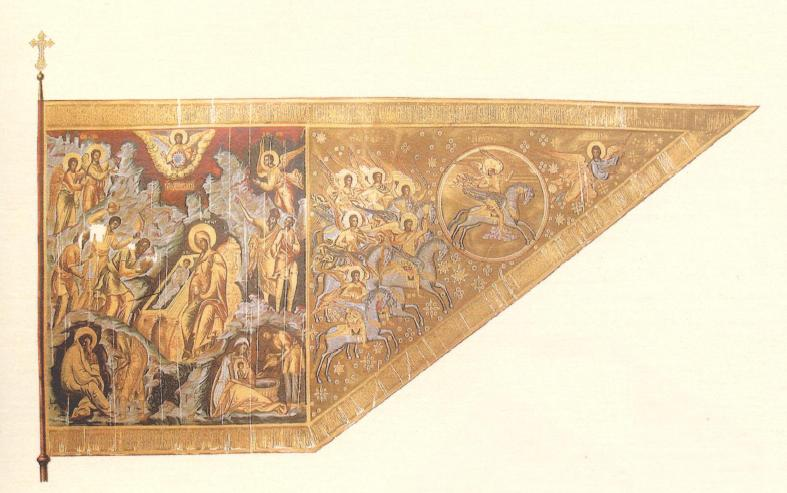
Знамя Большого Государева полка 1654 года

Крикнул орел белой славной,

Воюет Царь православной,

Царь Алексей Михайлович,

Восточнаго царствия дедич.

Идет Литвы воевати,

Свою землю очищати…

(отрывок)
Начало войны в целом было успешным для объединённых царских и гетманских сил. На театре военных действий в 1654 году события развивались следующим образом.
10 мая царь произвёл смотр всех войск, которые должны были идти с ним в поход. 15 мая в Вязьму отправились воеводы передового и караульного полка, на следующий день выступили воеводы большого и сторожевого полка, а 18 мая выступил сам царь. 26 мая он приехал в Можайск, откуда через два дня выступил в сторону Смоленска.

#### Сдача городов
Большинство восточнобелорусских городов сдавались без боя. 1 июня до царя дошла весть о сдаче русским войскам без боя города Белая, 3 июня — Дорогобужа, 11 июня — о сдаче Невеля, 29 июня — о взятии Полоцка, 2 июля — о сдаче Рославля. Вскоре предводители шляхты этих поветов были допущены «к руке» Государя и пожалованы званиями полковников и ротмистров «Его Царского Величества» . По мнению польского историка К. Бабятинского, причины перехода населения Речи Посполитой на сторону Русского царства нельзя искать в классовой борьбе и лишь частично — в религиозных факторах. Наиболее важную роль сыграла общая военная ситуация и огромная диспропорция сил противников. Ведь в начале этой войны великий гетман литовский Януш Радзивилл смог собрать всего 4-тысячную армию, которую поддерживали немногочисленные, слабые с военной точки зрения поветовые хоругви и посполитое рушение. В то же время войско Русского царства насчитывало около 70 тысяч солдат. Более того, его поддерживал вспомогательный казацкий корпус нежинского полковника Ивана Золотаренко (около 20 тысяч человек). Также причину того, что ряд городов сдался противнику, Бабятинский видит в том, что многие государственные крепости были плохо подготовлены к обороне в связи с тем, что государство не имело возможности подготовить их так хорошо, как магнаты подготовили те крепости, которые принадлежали им.

#### Боевые действия
5 июля царь расположился станом недалеко от Смоленска. В качестве одного из немногих восточнобелорусских городов Мстиславль оказал ожесточённое сопротивление русским войскам. 12 (22) июля 1654 года после четырёх дней боёв он был взят штурмом. Согласно данным ряда источников, русские войска убили многих местных жителей (от более 10 до более 15 тысяч человек). Л. Абецедарский считал информацию о резне в Мстиславле сконструированной легендой. По мнению российского историка А. Лобина, гарнизон и жители Мстиславля оказали упорное сопротивление, вследствие чего Трубецкой не мог гарантировать по царскому указу сохранность «домов и достояния от воинского разорения» — город был взят приступом, а его жители были убиты или взяты в плен, согласно законам военного времени. В середине июля войсками Матвея Шереметева были взяты Дисна (капитулировала) и Друя (взята штурмом и сожжена). 26 июля передовой полк имел первое столкновение с польско-литовским войском на реке Колодне под Смоленском.
2 августа до государя доходит весть о взятии Орши. 9 августа боярин Василий Шереметев дал знать о взятии города Глубокого, а 20 числа — о взятии Озерища. 16 августа неудачей закончился приступ Смоленска. 12 августа в битве под Шкловом армия Великого Княжества Литовского под командованием гетмана Януша Радзивилла отбросила за реку Шкловку русские войска во главе с Яковом Черкасским. 20 августа князь А. Н. Трубецкой разбил войско под командованием Великого гетмана Радзивилла в битве на реке Ослик (за селом Шепелевичи, в 15 верстах от города Борисов), в этот же день наказной гетман Иван Золотаренко сообщил о сдаче литовцами после двухмесячной осады Гомеля. Стоит отметить то, что запорожские казаки И. Золотаренко не выполнили условия капитуляции Гомеля, взяли в плен большинство сдавшихся и увели их на территорию Украины.

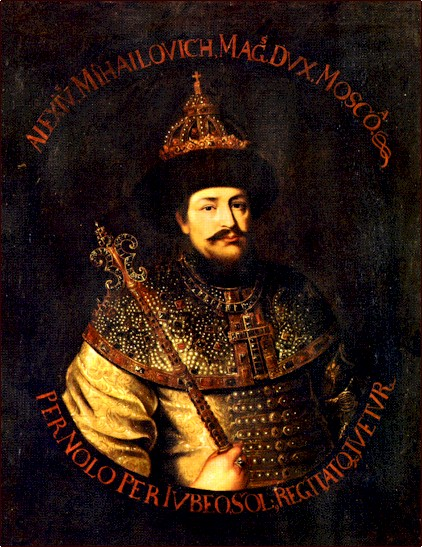
Царь Алексей Михайлович Тишайший

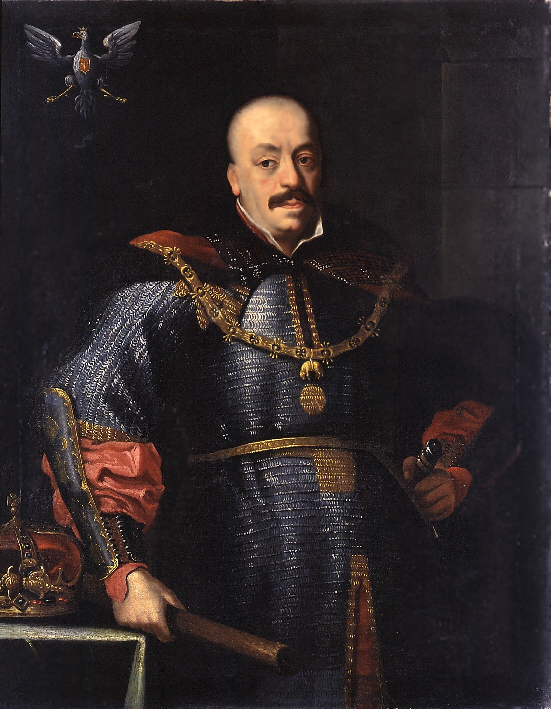
Король Ян II Казимир Ваза

В Могилёве горожане отказались впускать войска Януша Радзивилла, заявив, что «мы де все будем битца с Радивилом, пока нам станет, а в Могилев Радивилла не пустим», а 24 августа «могилевцы всех чинов люди встречали честно, со святыми иконами и пустили в город» русские войска и белорусский казачий полк Ю. Поклонского.
29 августа Золотаренко сообщил о взятии Чечерска и Пропойска. 1 сентября царь получил весть о сдаче противником Усвята, а 4 сентября — о сдаче Шклова. Из всех поднепровских крепостей под контролем литовцев оказался лишь Старый Быхов, который безуспешно осаждали запорожские казаки с сентября по ноябрь 1654 г.
10 сентября прошли переговоры о сдаче Смоленска. Город был сдан 23 сентября, а 25 сентября состоялся царский пир с воеводами и сотенными головами Государева полка, к царскому столу была приглашена смоленская шляхта — побеждённые, причисленные к победителям. 5 октября государь выступил из-под Смоленска в Вязьму, где 16 числа в дороге получил весть о взятии Дубровны. 22 ноября (2 декабря) армия В. П. Шереметева взяла после трёхмесячной осады Витебск, а затем отразила попытку польско-литовского отряда С. Коморовского отбить город.
В октябре 1654 года русское наступление было остановлено. Одной из причин стала разразившаяся в России эпидемия чумы, принявшая катастрофические масштабы и дезорганизовавшая тылы русской армии. Во-вторых, русское командование сделало ставку на закрепление на занятых рубежах, что отвечало оперативно-тактической обстановке. Русские полки, значительно продвинувшись вглубь Великого княжества Литовского, устали от боёв и нуждались в отдыхе, тогда как польско-литовская сторона сформировала свежие боевые соединения.
Заняв значительные территории на востоке Речи Посполитой, русское правительство организовало на них репрессии, данные земли стали подвергаться систематическим разграблениям. Русское правительство стало массово вывозить людей на земли Русского царства даже с тех городов, которые добровольно подчинились ему. Были вывезены многие ремесленники. Десятки тысяч крестьян с семьями были вывезены в боярские имения в Русском царстве. Новые власти отправляли на восток и шляхту. Были проведены репрессии против католиков.
Всё это вызвало недовольство местного населения. Стали образовываться крестьянские отряды самообороны, участников которых в документах того времени называли «шишами». Они защищали свои деревни от грабежей со стороны русских войск. Так, осенью 1654 года они появились в Мстиславском и Смоленском воеводствах. В это время великий гетман литовский Януш Радзивилл отправил своих офицеров в зоны, охваченные крестьянским движением, они возглавили ряд крестьянских отрядов, заставляя крестьян пополнять ряды «шишей» под угрозой расправы. Движение «шишей» не было однородным. С их стороны наблюдались также выступления против шляхты и войск Речи Посполитой. Существовали отряды «шишей», которые воспринимали любого вооружённого солдата, как врага, посягателя на их землю.

### Кампания 1655 года
С декабря 1654 года началось контрнаступление литовского гетмана Радзивилла на русских. Гетман захватил на линии реки Днепр Дубровно, Оршу, Копысь. Добровольно на его сторону перешли жители таких городов на левом берегу Днепра, как Мстиславль, Горы, Горки, Радом, Кричев, Чаусы. Уже в меньшем количестве были случаи перехода населения Полоцкого и Витебского воеводств на сторону войск Речи Посполитой. 2 февраля 1655 года Радзивилл, c которым было «боевого люду с 20 тысяч, а с обозными людьми будет с 30 тысяч», осадил Могилёв, который защищал 6-титысячный гарнизон. Крестьянские отряды самообороны («шиши») оказали поддержку армии Радзивилла. Они действовали совместно с гетманом до отступления войск ВКЛ из-под Могилёва, помогали в уничтожении русских полевых отделов на территории вплоть до Дорогобужа и Рославля.
В январе Богдан Хмельницкий вместе с боярином Василием Шереметевым встретились с польскими и татарскими войсками под Охматовым (Битва на Дрожи-поле). Здесь русские два дня отбивались от превосходившего их числом противника и отступили к Белой Церкви, где находилось другое русское войско под начальством окольничего Ф. В. Бутурлина.
В марте Золотаренко взял Бобруйск, Казимир (Королевскую Слободу) и Глуск. 9 апреля Радзивилл и Гонсевский предприняли неудачную попытку взять штурмом Могилёв. 1 мая гетманы, после ещё одной неудачной атаки, сняли осаду с Могилёва и отошли к Березине. 7 мая Золотаренко начал осаду Старого Быхова, но взять его не смог, город был взят лишь в 1657 году.
В июне войска черниговского полковника Ивана Поповича взяли Свислочь, «неприятелей в нём всех под меч пустили, а самое место и замок огнём сожгли», а затем и Койданов. Воевода Матвей Шереметев взял Велиж, а князь Фёдор Хворостинин — Минск.
16 июля 1655 года наказной гетман Иван Золоторенко рапортовал царю Алексею Михайловичу о победе над польскими войсками под Ошмянами.
29 июля войска князя Якова Черкасского и гетмана Золотаренко недалеко от Вильна напали на обоз гетманов Радзивилла и Гонсевского, гетманы потерпели поражение и бежали. Русские войска вскоре вышли к столице Великого княжества Литовского — к Вильну, и 31 июля 1655 года взяли город. Затем русские и казацкие войска разграбили город, в результате чего погибла значительная часть населения. Разграбление и пожары в городе продолжались несколько дней, по разным оценкам исследователей погибло до 25 тысяч человек.

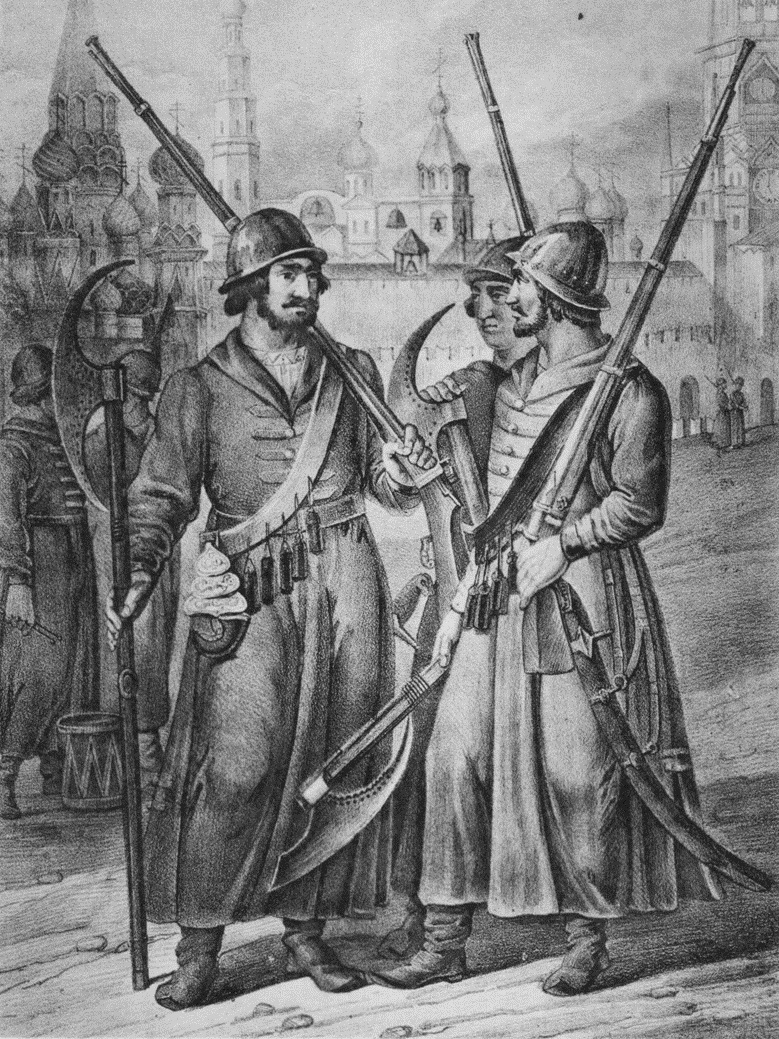
Русские стрельцы XVII века

На западном театре военных действий в августе также были взяты города Ковно и Гродно.
В то же время на южном театре военных действий объединённые войска Бутурлина и Хмельницкого в июле 1655 года выступили в поход и беспрепятственно вошли в Галицию, где нанесли поражение гетману Потоцкому; вскоре русские подошли к Львову и осадили его. Пока шла осада, часть войска под командованием Петра Потёмкина и Данилы Выговского выступила на северо-запад, установив контроль и приведя к присяге ряд польских городов, в том числе Люблин (см. осада Люблина). Однако вторжение крымского хана на Подолье заставило русско-казацкое войско прервать осаду Львова и выступить ему навстречу. Крымский хан был остановлен в результате битвы под Озёрной.
2 сентября 1655 года русские войска во главе с князем Алексеем Трубецким попытались овладеть Слуцком. Однако гарнизон удерживал город до конца войны. В сентябре 1655 года Трубецкой разорил Новогрудчину, были захвачены и сожжены города Клецк, Мир, Столовичи и так далее. Однако все попытки русских и казацких войск взять Несвиж были неудачными.
В сентябре из Киева на судах отправился в поход князь Дмитрий Волконский. 15 сентября он без боя взял Туров, а на следующий день нанёс поражение литовскому войску у Давид-Городка. Далее Волконский отправился к городу Столину, которого достиг 20 сентября, где разбил литовское войско, а сам город сжёг. От Столина Волконский отправился к Пинску, где также разбил литовское войско, а город сжег. Далее поплыл на судах вниз по Припяти, где в селе Стахове разбил отряд литовского войска, а жителей городов Кажана и Лахвы привёл к присяге.

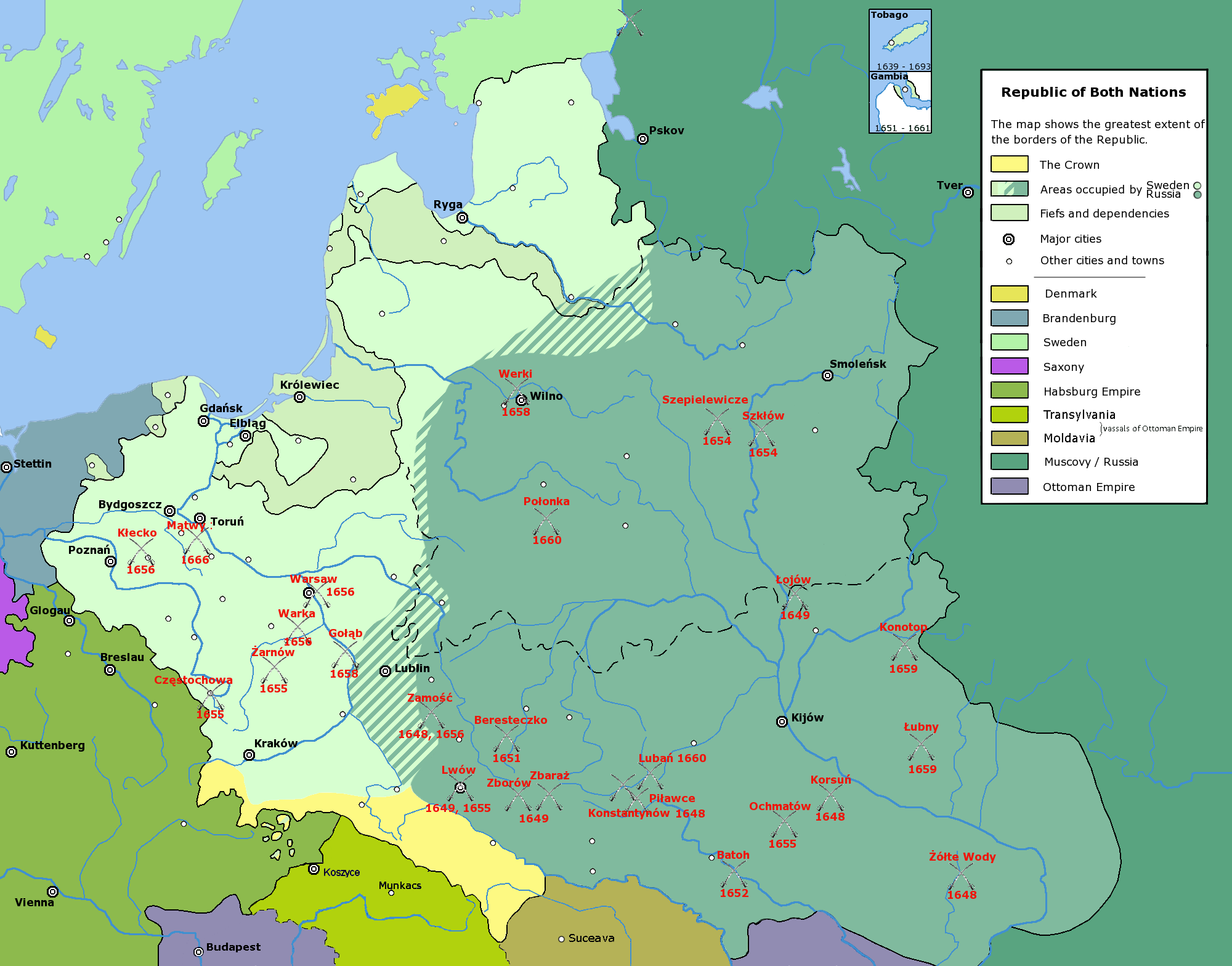
Тёмно-зелёным — земли, состоявшие под русским и казацким контролем в 1656 на момент подписания Виленского перемирия.
Светло-зелёным под шведским контролем

23 октября князья Семён Урусов и Юрий Барятинский вышли с войском из Ковна к Бресту и нанесли поражение посполитому рушению местной шляхты на Белых Песках в 150 верстах от Бреста. 13 ноября они подошли к Бресту, где литовский гетман Павел Сапега напал на Урусова во время переговоров; Урусов потерпел поражение, отступил от Бреста и стал обозом за рекой, но литовское войско выбило его и оттуда. Урусов стал в 25 верстах от Бреста, в деревне Верховичи, где вновь произошло сражение, во время которого князь Урусов и второй воевода князь Юрий Барятинский атакой обратили в бегство и разгромили превосходящие силы противника. После этого Урусов и Барятинский отошли к Вильне.
Таким образом, к концу 1655 года вся Западная Русь, кроме Львова, Бреста, Слуцка, Старого Быхова, Несвижа оказалась под контролем российских и казацких войск, и боевые действия были перенесены непосредственно на этническую территорию Польши и Литвы. Летом 1655 в войну вступает Швеция, войска которой захватили Варшаву и Краков.

### Русско-шведская война

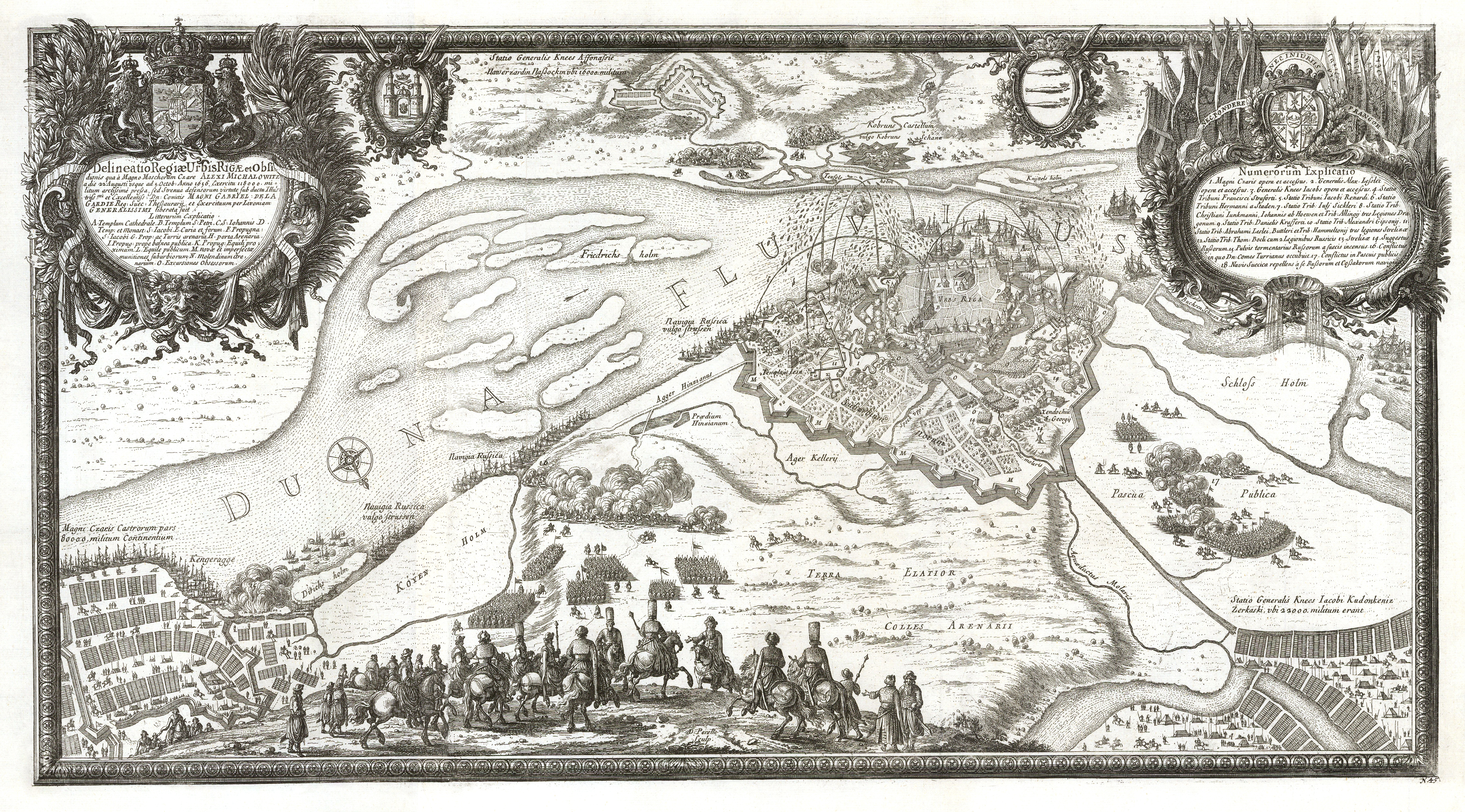
Осада Риги в 1656 году. Гравюра XVII века

Вступление в войну Швеции и её военные успехи заставили Россию и Речь Посполитую заключить Виленское перемирие. Однако ещё ранее, 17 мая 1656 года Алексей Михайлович объявил Швеции войну.
В августе 1656 года русские войска во главе с царём взяли Динабург (ныне Даугавпилс) и Кокенгаузен (Кокнесе) и начали осаду Риги, однако взять её не смогли. Занятый Динабург был переименован в Борисоглебск и продолжал так называться до ухода русской армии в 1667 году. В октябре 1656 года была снята осада Риги и взят город Дерпт (Юрьев, Тарту). Другим русским отрядом взят Ниеншанц (Канцы) и блокирован Нотебург (ныне Шлиссельбург).
В дальнейшем война велась с переменным успехом, а возобновление Польшей военных действий в июне 1658 года заставило подписать перемирие сроком на три года, по которому Россия удержала часть завоёванной Ливонии (с Дерптом и Мариенбургом).

### Кампания 1658—1659 годов

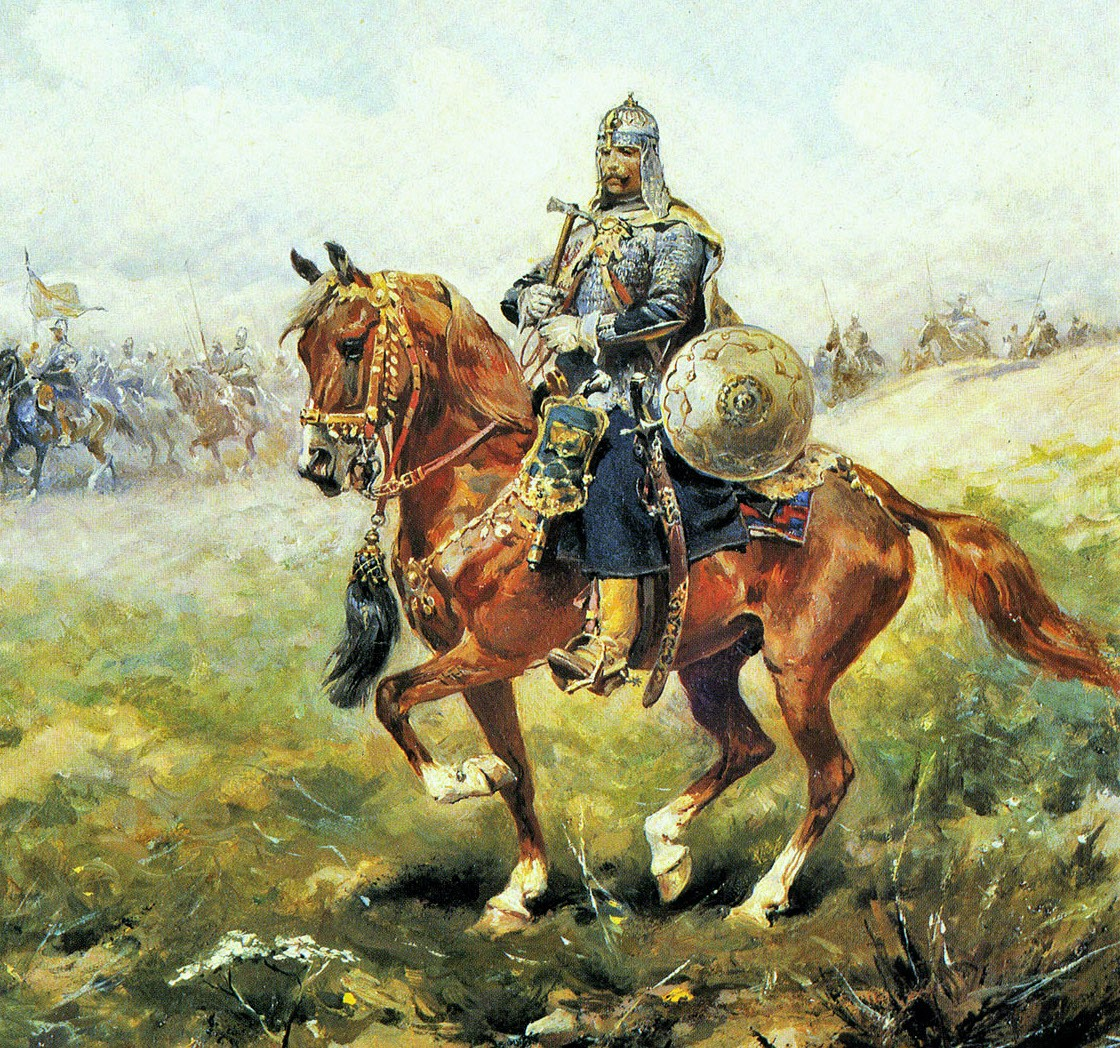
Юзеф Брандт. «Всадник польской панцирной кавалерии». 1890 г.

Тем временем в августе 1657 году умер Богдан Хмельницкий. Гетманом Войска Запорожского был избран Иван Выговский.
Одновременно, в Вильне продолжались переговоры между Россией и Речью Посполитой. Целью переговоров было подписание мирного соглашения и межевание границ между государствами.
Гетман Выговский поддерживал дружеские отношения со шведским королём Карлом Х Густавом. Он подписал в октябре 1657 с ним союзнический договор в Корсуне. По условиям договора, шведский король обязывался добиваться признания Речью Посполитой независимости Гетманщины, а западноукраинские земли, которые находились под властью Речи Посполитой, должны были войти в состав Гетманщины. Однако начало военных действий между Швецией и Данией в августе 1658 года и сложная внутриполитическая ситуация не позволили реализовать условия Корсуньского договора. Поэтому было решено возвратиться к переговорам с Речью Посполитой.
Истинные намерения Выговского и Речи Посполитой открылись в сентябре 1658 года. Гетман подписал Гадячский договор, согласно которому Гетманщина входила в состав Речи Посполитой в качестве федеративной единицы. Это позволило Речи Посполитой возобновить войну и войска под командованием гетмана Гонсевского попытались соединиться в Литве с отрядами казаков, принявших сторону Выговского. Этому воспрепятствовал князь Юрий Долгоруков, выдвинувшийся со своим отрядом навстречу Гонсевскому и нанёсший ему поражение в битве у села Верки (под Вильном) 8 (18) октября 1658 года. Результатом битвы явилось пленение Гонсевского и быстрое подавление сторонников Выговского в Литве. Тем не менее, русские войска были вынуждены отступить за Днепр, а русские гарнизоны в литовских городах были осаждены (осада Ковна) или блокированы литовскими отрядами. В сентябре 1658 года на сторону Речи Посполитой открыто перешёл командир крестьянских отрядов, наказной полковник Денис Мурашка.
Из Смоленска выступило войско князя Ивана Лобанова-Ростовского, которое успешно действовало против отложившихся от царской власти запорожских казаков, удерживавших земли в Литве. Увенчалась успехом длительная осада Мстиславля, а затем и осада Старого Быхова. 8 февраля 1659 года произошла битва под Мяделем, в которой русская армия Новгородского разряда князя Ивана Хованского одержала победу над войсками Великого княжества Литовского под командованием мальтийского кавалера генерала Николая Юдицкого и полковника Владислава Воловича. Юдицкий отступил и заперся в Ляховичах.
29 июня 1659 года Иван Выговский (16 тысяч человек) с крымским войском под командованием Мехмеда IV Гирея (30 тысяч) под Конотопом нанёс поражение русским войскам князей Пожарского и Львова (28 600 человек в царских полках), а также казакам наказного гетмана Войска Запорожского Ивана Беспалого (6660 казаков). Но после нападения запорожского кошевого атамана Ивана Серко на ногайские улусы союзники крымского хана ногаи, составлявшие более половины его войска, ушли защищать свои кочевья, и Мехмед IV Гирей вынужден был уйти в Крым, оставив Выговского одного.
Против Выговского вспыхивают восстания, к сентябрю 1659 года, то есть через два месяца после успешной для Выговского битвы, присягу русскому царю принесли казацкие полковники: киевский Иван Якимович, переяславский Тимофей Цецюра, черниговский Аникей Силич, — с казацкими полками и населением этих городов. Армия Трубецкого торжественно вошла в Нежин, где русскому царю присягнули мещане и казаки нежинского полка под командованием Василия Золотаренко. Иван Выговский был свергнут казаками, а гетманом был избран восемнадцатилетний сын Богдана Хмельницкого Юрий.

### Кампания 1660 года
Кампания 1660 года стала началом неудачного для России развития событий в войне. На западном направлении год начался большим успехом. Завершая зимний поход 1659—1660 годов, армия кн. И. А. Хованского 3 января внезапным штурмом захватила Брест. 13 января русские войска устроили резню местного населения в Бресте, ими было убито 1,7 тыс. человек. Русским войскам удалось вытеснить литовские войска почти со всей территории Великого княжества Литовского. Сам Хованский с 20 марта занялся осадой Ляховичей — одной из последних крепостей, удерживаемых противником. Здесь он ожидал подкреплений (полки С. Змеева и С. Хованского) для предстоящего похода на Варшаву.
Но 3 мая Речь Посполитая заключила мирный договор со шведами в Оливе. Это сразу изменило соотношение сил в войне, так как на фронт против России могли быть направлены многочисленные и опытные польские резервы. В начале июня объединённая польско-литовская армия (дивизии П. Сапеги и С. Чарнецкого) перешла в контрнаступление. 28 июня произошла битва на Полонке, в ходе которой армия И. А. Хованского и С. Змеева потерпела сокрушительное поражение. После этого русские войска, действовавшие на территории Великого княжества Литовского, перешли к обороне, укрепившись в крупнейших крепостях (Вильно, Брест, Гродно, Ковно, Борисов).
Развивая успех, польско-литовская армия, при поддержке местной шляхты, в очередной раз перешедшей на другую сторону, заняли западную и центральную часть Великого княжества Литовского. Армия Речи Посполитой усилилась присоединением жмудской дивизии под командованием Михала Паца. Пытаясь остановить польско-литовское наступление, русское правительство направило в Литву новую армию под командованием Ю. А. Долгорукого. В ходе битвы на Басе с 24 сентября по 10 октября ему удалось остановить армию противника. Попытка нанесения удара в тыл польско-литовской армии силами частично восстановленной армии И. А. Хованского привела к боям на Черее (победа русских войск) и у Толочина (победа польско-литовских войск).
В итоге русская армия к концу года удерживала только восточную часть Великого княжества Литовского и ряд крепостей в других районах (Вильно, Гродно, Борисов).

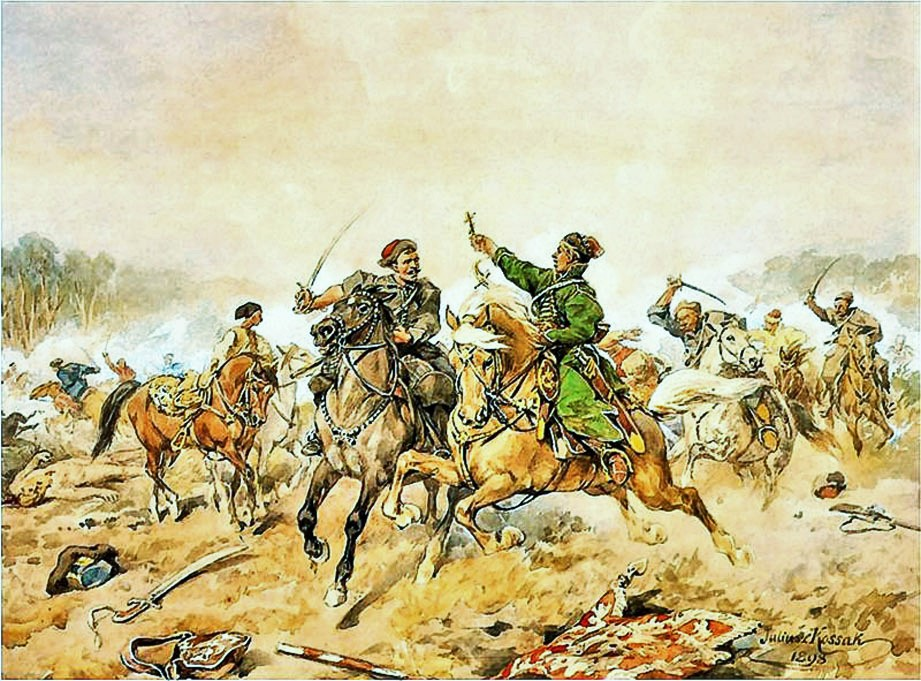
Ян Кризостом Пасек во время сражения под Полонкой в 1660. Худ. Юлиуш Коссак, XIX век.

На южном театре военных действий осенью 1660 года русские войска под командованием Шереметева потерпели поражения от польско-крымских войск в сражениях у Любара и Чуднова, где, когда стало ясно, что шедший на соединение с русской армией Юрий Хмельницкий капитулировал под Слободищем и заключил с поляками Слободищенский трактат, Шереметев капитулировал на условиях, что русские войска оставят Киев, Переяслав-Хмельницкий и Чернигов. Но воевода Юрий Барятинский, возглавлявший оборону Киева, отказался выполнять условия капитуляции Шереметева и оставлять город, сказав знаменитую фразу: «Я повинуюсь указам царского величества, а не Шереметева; много в Москве Шереметевых!». В Переяславе народ во главе с наказным гетманом Якимом Сомко — дядей Юрия Хмельницкого — поклялся «умирать за великого государя-царя, за церкви Божии и за веру православную, а городов малороссийских врагам не сдавать, против неприятелей стоять и ответ держать».
Поляки же не решились штурмовать Киев. Тогда же в польском войске начались волнения, связанные с невыплатой жалования. В результате всего этого польские войска потеряли наступательную инициативу. Русская армия также была не в состоянии начать новое наступление, таким образом, она ограничивалась только обороной. России также пришлось заключить со Швецией Кардисский мир, по которому Россия возвращалась к границам, предусмотренным Столбовским миром 1617 года.

### Кампания 1661—1662 годов

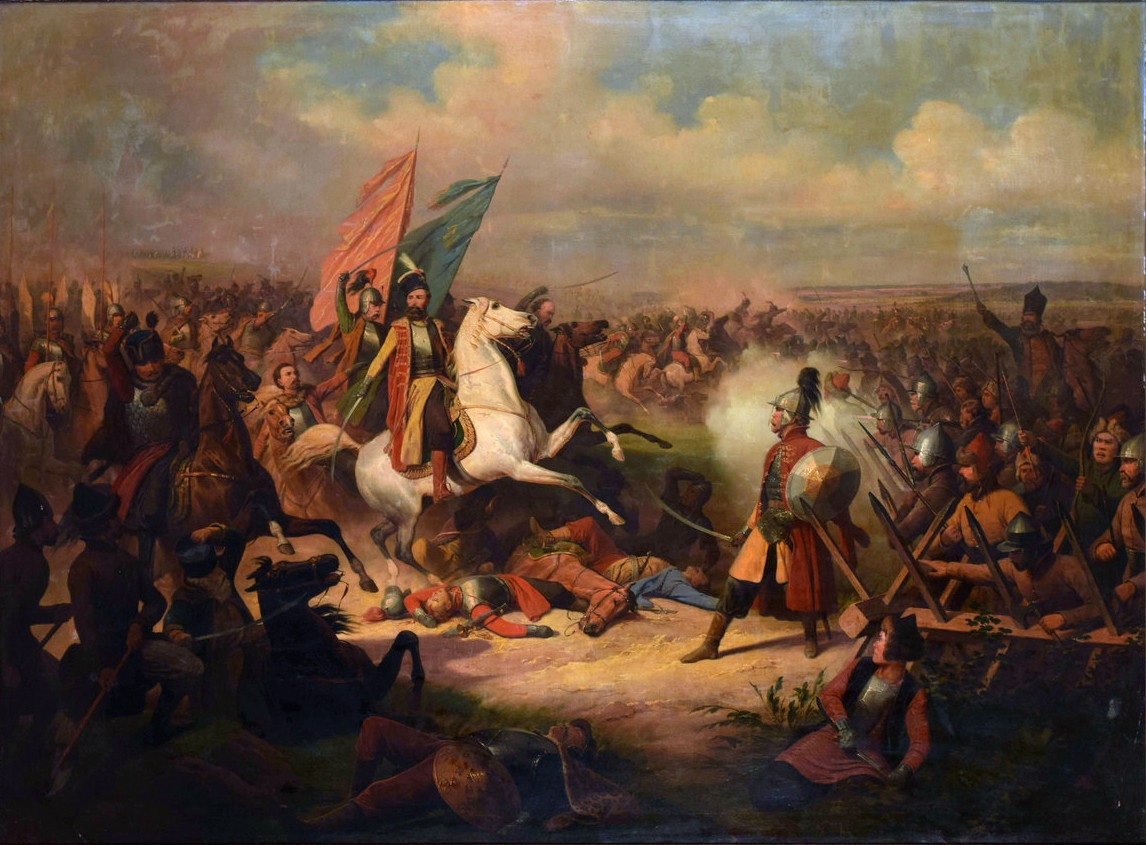
Януарий Суходольский. «Стефан Чарнецкий во время польско-русской войны». 1875 г.

В этот период основные военные действия развернулись на северном театре. Осенью 1661 года русская армия потерпела поражение при Кушликах, ещё зимой 1661 года русские потеряли Могилёв по причине восстания горожан, которые уничтожили московский гарнизон, а летом — Борисов. Большое влияние на неудачи русского войска оказали внутриполитические волнения в России — экономический кризис, медный бунт (1662), Башкирское восстание. В этот период продолжается героическая полуторагодовая оборона Вильна русским гарнизоном. Русские отбили пять приступов и сдались лишь в ноябре 1661 года, когда в живых осталось только 78 защитников крепости. Из завоёванных ранее территорий в Великом княжестве Литовском под русским контролем оставались только Полоцк и Витебск.
На Поднепровской Украине отряды поляков, крымских татар и казаков Юрия Хмельницкого совершали набеги на Левобережье. После двух безуспешных осад Переяслава и поражения под Жовнином Юрий Хмельницкий был окончательно разгромлен Григорием Ромодановским и левобережными казаками в битве под Каневом. Проникновение русских отрядов и левобережных казаков на Правобережье также не имело успеха: крупная крымская орда помогла Юрию Хмельницкому отразить их наступление в битве под Бужином. Плата за военные услуги была тяжёлой: распустив загоны, крымские татары погнали в ясырь всё захваченное ими население края. Утратив всяческий авторитет, Хмельницкий вскоре сложил с себя гетманскую булаву.

### Кампания 1663—1664 годов. Большой поход короля Яна Казимира

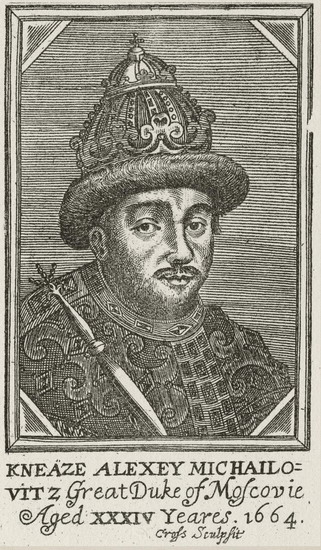
Царь Алексей Михайлович (польская гравюра, 1664 год)

Осенью 1663 года началась последняя крупная операция польско-русской войны: поход польского войска во главе с королём Яном II Казимиром в соединении с отрядами крымских татар и правобережными казаками на Левобережную Украину.
Согласно стратегическому плану Варшавы главный удар наносила коронная польская армия, которая вместе с казаками правобережного гетмана Павла Тетери и крымскими татарами, захватив восточные земли Украины, должна была наступать на Москву. Вспомогательный удар наносила литовская армия Михаила Паца. Пац должен был взять Смоленск и соединиться с королём в районе Брянска. Двигаясь на север вдоль реки Десны, польские отряды захватили Вороньков, Борисполь, Гоголев, Остёр, Кременчуг, Лохвицу, Лубны, Ромны, Прилуки и ряд других небольших городов. Армия короля обходила крупные крепости с многочисленными русскими гарнизонами (Киев, Переяслав, Чернигов, Нежин). Тем временем Пац не решился на осаду Смоленска и, безуспешно осадив Рославль, пошёл на соединение с королём.
Сумев взять вначале 13 городов, королевское войско столкнулось затем с ожесточённым сопротивлением. Провалились попытки захватить Гадяч и Глухов. Осада Глухова, в котором отчаянно оборонялись казаки под предводительством полковника Василия Дворецкого, стала кульминацией королевского похода на Левобережье. С большими потерями для нападавших были отбиты два штурма города. На стороне короля воевали правобережные казаки во главе с полковником Иваном Богуном, который, однако, тайно оказывал поддержку Глухову, за что был впоследствии казнён.
Для отражения зимнего наступления Яна II Казимира Москве пришлось мобилизовать войска, распущенные на зиму по домам. Полк Белгородского разряда во главе с князем Григорием Ромодановским направился к Батурину и, соединившись с казаками гетмана Ивана Брюховецкого, выдвинулся к Глухову. Армия Севского разряда под началом Петра Васильевича Шереметева выступила туда же из Путивля. Армия Большого (Царского) разряда под командованием князя Якова Черкасского, собранная в Калуге, должна была отразить наступление войск Великого Княжества Литовского и затем действовать против польской армии.
1 февраля 1664 года король снял осаду Глухова. «Утратив надежды на успех, (король) выступил к Севску, где соединился с литовской армией. Через несколько дней (поляки) узнали, что войска царя надвигаются на них со всех сторон, к тому же солдаты были утомлены, и среди них начались болезни». Находясь в лагере под Севском, король направил к Карачеву отряд польско-литовской конницы князя Александра Полубинского, который сошёлся в битве при Косуличах с частями русского воеводы князя Ивана Прозоровского. Литовцев и поляков «побили и в полон поимали многих». Одновременно из Болхова к Карачеву и Брянску выступили главные силы под командованием князя Черкасского. В составе армии князя Черкасского находились самые боеспособные «генеральские» полки солдатского строя Томаса Далейля, Вильяма Друммонда и Николая Баумана. В это время Новгородский полк князя Ивана Хованского, с целью отвлечения литовской армии Паца, вторгся в Литву. Отвлекающим манёвром на южном направлении стали два совместных с калмыками похода драгунов Григория Косагова и запорожских казаков Ивана Серко на Перекоп в октябре-декабре 1663 года. Ранее набеги калмыцких отрядов на крымские земли и турецкие крепости Северного Причерноморья нанесли значительный военный и экономический урон Крымскому ханству (включая военные потери до 10 тыс. воинов) и заставили крымскую конницу в ожидании дальнейших калмыцких нападений отказаться от поддержки Речи Посполитой и её правобережных подданных.

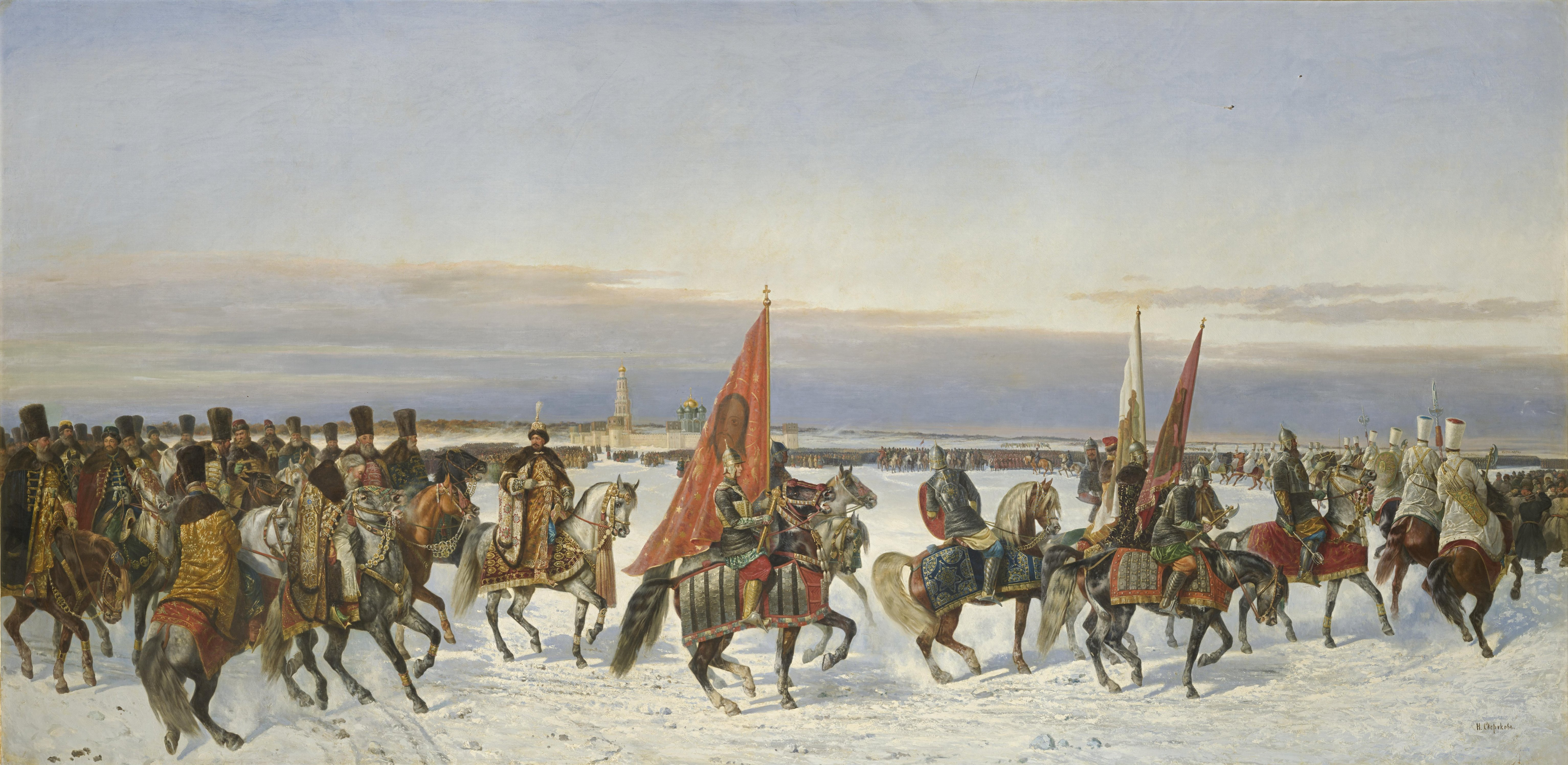
Выезд царя Алексея Михайловича на смотр войск в 1664 году. Картина Н. Е. Сверчкова, 1864 г.

Узнав о приближении князей Черкасского и Ромодановского, король отступил к Новгороду-Северскому и остановился на правом берегу Десны. Против армии Ромодановского и Брюховецкого на левый берег была направлена польская дивизия Стефана Чарнецкого, который, потерпев поражение под Воронежем на Сумщине 18 февраля, отошёл в королевский лагерь. Однако и попытки Ивана Брюховецкого нанести польско-литовским войскам поражение на правом берегу привели к неудачному исходу в Пироговской битве.
27 февраля у Сосницы коронные войска во главе с Чарнецким, отделились от армии короля и ушли на Правобережье, литовцы, с которыми остался сам король, двинулись к Могилеву. Соединившиеся с Черкасским, передовые отряды князей Юрия Барятинского и Ивана Прозоровского в марте 1664 года нагнали отходящую литовскую армию на реке Ипуть. В арьергарде литовского войска находился пехотный полк прусского аристократа Христиана Людвига фон Калькштейна, который был полностью уничтожен в битве под Дроковом, а сам полковник попал в плен. Было захвачено более 300 пленных и уцелевшая часть обоза. Армия короля бросила всю свою артиллерию. Отступление литовской армии превратилось в паническое бегство.
«Отступление это длилось две недели, и мы думали, что погибнем все. Сам король спасся с большим трудом. Наступил такой большой голод, что в течение двух дней я видел, как не было хлеба на столе у короля. Было потеряно 40 тысяч коней, вся кавалерия и весь обоз, и без преувеличения три четверти армии. В истории истекших веков нет ничего, что можно было бы сравнить с состоянием такого разгрома», вспоминал, служивший у короля французский герцог Антуан де Грамон В начале 1664 года царские и гетманские войска перешли в контрнаступление и вошли на территорию Правобережной Малороссии, где летом продолжались бои местного значения.

### Заключительный этап войны

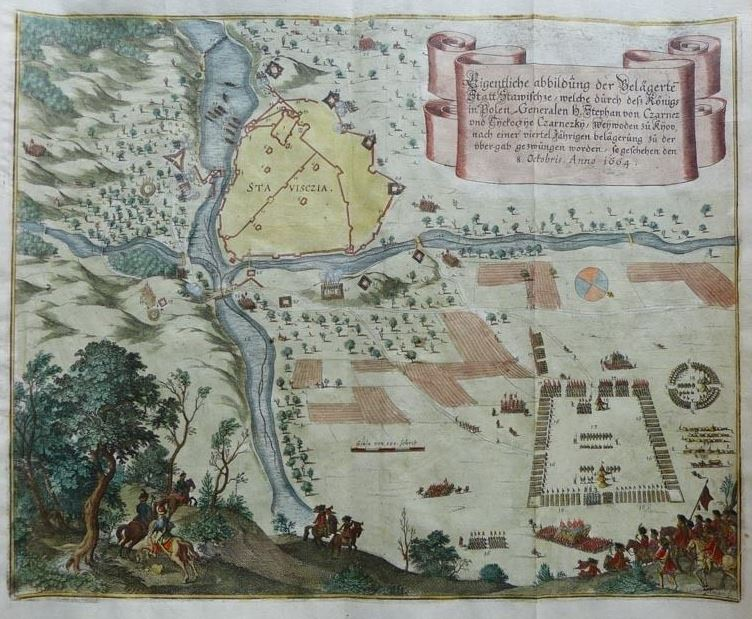
Польско-татарская осада Ставища в 1664 году. Гравюра из «Theatrum Europaeum»

После провала похода короля Яна II Казимира военную активность в Малороссии продолжило польское подразделение под командованием Стефана Чарнецкого, отделившееся от армии короля для усмирения начавшегося восстания на Правобережье и отражения пытавшихся помочь ему царских и левобережных сил. Весной 1664 года Чарнецкий неудачно атаковал под Бужином отряд царских ратников и запорожцев во главе с Григорием Косаговым и Иваном Серко, однако взял село Суботов, где по его приказу была уничтожена и поругана могила Богдана Хмельницкого и его сына Тимофея  (их тела были выброшены на рынок). Под Каневом Чарнецкий напал на отряды царского воеводы Петра Скуратова и левобережного гетмана Ивана Брюховецкого, но был отбит. Затем Чарнецкий отправился на подавление восставших в Ставище. Кровопролитная осада этого небольшого, упорно оборонявшегося правобережного местечка стоила полякам больших потерь. После этого Чарнецкий, действуя совместно с правобережным гетманом Павлом Тетерей, в ноябре 1664 года осадил воеводу Григория Косагова в Медвине, однако четыре недели приступов оказались тщетными. Отступивших от города Чарнецкого и Тетерю воевода Косагов настиг под Староборьем и нанёс им поражение. Тем временем, отряд казаков Брюховецкого взял правобережный город Умань. Чарнецкий направился на подавление второго восстания в Ставище. Город был взят и подвергнут жестокой резне, однако сам Чарнецкий получил огнестрельное ранение, от которого вскоре скончался.

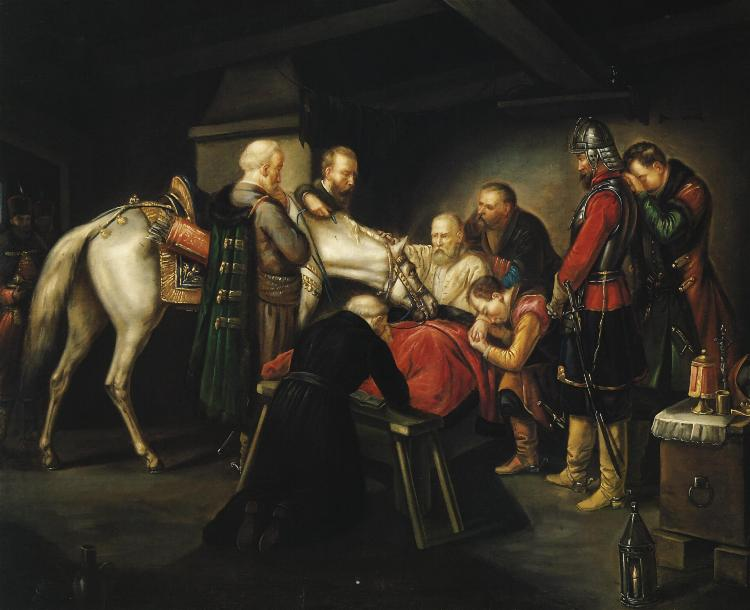
Леопольд Лефлёр. «Смерть гетмана Чарнецкого», 1860 г.

Заключительный этап войны характеризовался исчерпанием у сторон материальных и людских ресурсов. Осуществлялись небольшие стычки и бои местного значения как на северном, так и на южном театре военных действий. Большого значения они не имели, за исключением поражения поляков от русско-казацко-калмыцких войск в битве под Корсунем и в битве под Белой Церковью. Истощением обеих сторон воспользовались османы и крымские татары, которые активизировали традиционные набеги по обе стороны границы. Правобережный гетман Пётр Дорошенко поднял мятеж против Короны и объявил себя вассалом турецкого султана, что ознаменовало начало польско-казацко-татарской войны 1666—1671 годов. 19 декабря 1666 года крупное крымско-казацкое войско в битве под Браиловом нанесло поражение польскому отряду Себастьяна Маховского, опустошив затем окрестности Львова, Люблина и Каменца и захватив 40 000 пленных. Чуть ранее крымские татары разорили части Левобережной Украины.
Истощение ресурсов для ведения дальнейших военных действий, а также общая угроза крымских набегов и турецкой экспансии заставили Речь Посполитую и Россию активизировать переговоры о мире, которые завершились подписанием перемирия в январе 1667 года.

## Итоги и последствия войны
30 января (9 февраля) 1667 года в деревне Андрусово близ Смоленска было подписано Андрусовское перемирие, завершавшее 13-летнюю войну. Согласно ему, России переходил Смоленск, а также земли, ранее отошедшие к Речи Посполитой в период Смутного времени, в том числе Дорогобуж, Белая, Невель, Красный, Велиж, Северская земля с Черниговом и Стародубом. Кроме того, Польша признала за Россией право на Левобережную Малороссию. Согласно договору, Киев временно, на два года, переходил Москве (России, однако, удалось оставить Киев себе по Вечному миру 1686 года). Запорожская Сечь переходила под совместное управление России и Польши.

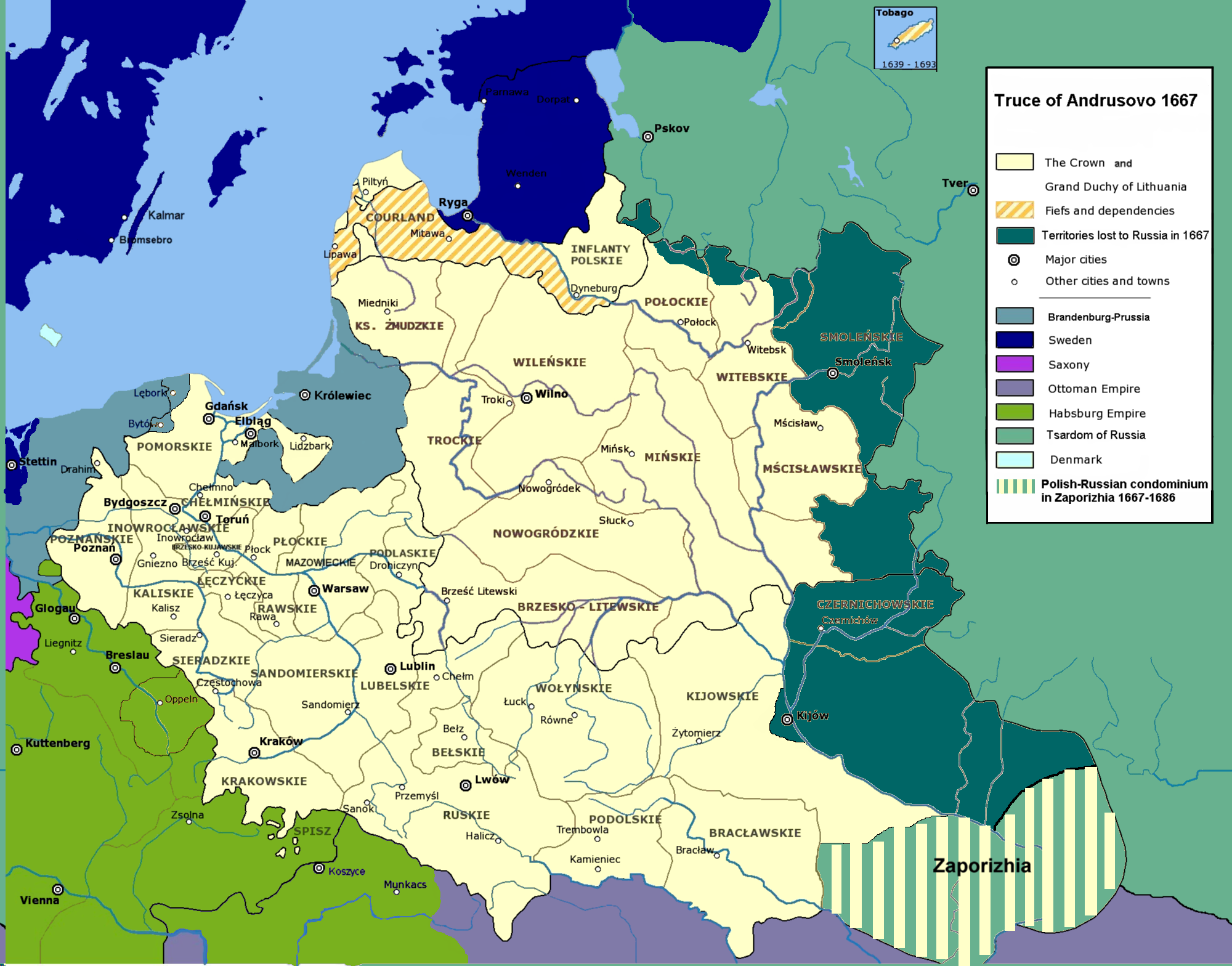
Тёмно-зелёным отмечены территории, отошедшие к России по итогам войны

Польско-русская война 1654—1667 годов значительно ослабила положение Речи Посполитой в Восточной Европе, а также явилась фактором усиления влияния православной церкви и России на белорусские и украинские земли. После золотого века Речь Посполитая вступила в период серьёзного экономического и политического кризиса, что в итоге и стало причиной трёх разделов в 1772, 1793 и 1795 годах. Кроме того, мир с Польшей позволил России сконцентрировать усилия на борьбе со Швецией, Османской империей и Крымским ханством.
Андрусовское перемирие устанавливалось на 13,5 лет, 3 (13) августа 1678 года оно было продлено ещё на 13 лет, в 1686 году был заключён мирный договор («Вечный мир»), согласно которому Речь Посполитая отказывалась от протектората над Запорожской Сечью, признавала за Российским царством Левобережную Украину, Киев, Запорожье, Смоленск и Чернигово-Северскую землю с Черниговом и Стародубом и получала 146 тысяч рублей субсидий на ведение войны с Портой и Крымом, а Россия присоединялась к странам, ведущим войну против Турции. Договор стал основой польско-русского союза против Швеции во время Северной войны 1700—1721 и против Османской империи (в рамках Священной лиги).
Белорусский исследователь Геннадий Саганович, ссылаясь на работы Юзефа Моржи и Василия Мелешки, заявлял, что в результате войны население территории современной Белоруссии уменьшилось вдвое по сравнению с ситуацией на 1648 год, однако позже признал свою книгу «Невядомая вайна: 1654−1667» «очень поверхностной» и требующей переработки, попросив на неё не ссылаться.